# Propil-para-hidroxibenzoát
A propil-para-hidroxibenzoát (E216) (más néven propilparabén) a p-hidroxibenzoesav (korábbi nevén: parabén) propil-észtere. A természetben számos növény- és rovarfajban megtalálható. 
Nátriummal alkotott sója a nátrium-propil-para-hidroxibenzoát (E217). 
Kozmetikumokhoz, gyógyszerekhez valamint élelmiszerekhez a propil-para-hidroxibenzoátot nagy mennyiségben szintetikus úton állítják elő. Tartósítószerként a vízalapú krémekben, samponokban és fürdőszerekben alkalmazzák. 
Aszpirinérzékenyek esetén allergiás tüneteket is okozhatnak.